# CNSA
Кинеска национална свемирска администрација (енгл. China National Space Administration, CNSA), изворно Национални астронаутички биро (упрош: 国家航天局; трад: 國家航天局; пин: Guójiā hángtiān jú, Вејд-Џајлс: ; IPA: ), национална је свемирска агенција Народне Републике Кине. Води национални свемирски програм и одговорна је за планирање и развој кинеских свемирских пројеката. CNSA и CASC (Кинеска аеронаутичка копорација) преузеле су овлашћење за спорвођење свемирских пројеката које је претходно имало Министарство аеронаутичке индустрије (енгл. Ministry of Aerospace Industry, MAI; упрош: 航天工业部; трад: 航天工業部; пин: Hángtiān gōngyè bù). Агенција је подређена Државној администрацији за науку, технологију и индустрију за националну одбрану (упрош: 国家国防科技工业局; трад: 國家國防科技工業局; пин: Guójiā guófáng kējì gōngyè jú), која је даље агенција подређена Министарству индустрије и информационе технологије (енгл. Ministry of Industry and Information Technology, MIIT; упрош: 中华人民共和国工业和信息化部; трад: 中華人民共和國工業和信息化部; пин: Zhōnghuá rénmín gònghéguó gōngyè hé xìnxī huà bù).
Седиште Кинеске националне свемирске администрације је у Хајдјенском дистрикту (Пекинг, Кина).

## Историја
Кинеска национална свемирска администрација је нова агенција основана 22. априла 1993. године, када је Министарство аеронаутичке индустрије раздељено у CNSA и CASC. Администрација је била одговорна за политику индустрије, а корпорација за извођење пројеката. Оваква расподела задатака се није показала задовољавајућом јер су две поменуте агенције заправо биле једна велика агенција, са истим особљем и менаџментом.
Као део масивног реструктурисања 1998. године, CASC је разбијен у много мањих компанија у власништву државе. Испоставило се да је намера била да се направи систем сличан карактеристичним западњачким наменским индустријским агенцијама у којима ентитети који су владине агенције, са себи својственом политиком рада, имају уговор са радним постројењима која су у власништву владе али влада истима не управља.

## Функција
Кинеска национална свемирска администрација је основана као владина институција за развијање и испуњавање кинеских међународних потреба, одобрењем 8. Националног народног конгреса (NPC) НР Кине. Касније је 9. Националним народним конгресом CNSA добила унутрашњу структуру Комисије за науку, технологију и индустрију за националну одбрану (упрош: 国防科学技术工业委员会; трад: 國防科學技術工業委員會; пин: Guófáng kēxué jìshù gōngyè wěiyuánhuì).
CNSA има следеће главне одговорности: потписивање владиних уговора за свемирске пројекте у име организација; међувладине научне и техничке размене; примењивање националне свемирске политике и управљање националним свемирским програмима (наука, технологија и индустрија)...
До данас, Кина је преко владе потписала уговоре о сарадњи на свемирским пројектима са Бразилом, Индијом, Италијом, Немачком, Пакистаном, Русијом, Сједињеним Америчким Државама, Уједињеним Краљевством, Украјином, Француском, Чилеом и неким другим земљама. Значајна постигнућа остварена су на пољу билатералних и мултилатералних технолошких размена и сарадње.
Администраторе CNSA именује Државни савет Кине (енгл. The State Council; упрош: 国务院; трад: 國務院; пин: Guówùyuàn).

## Неки пројекти

### 2011
- Тјенгунг-1 (енгл. Tiangong-1; упрош: 天宫一号; трад: 天宮一號; пин: Tiāngōng yī hào): „свемирски лабораторијски модул” од 9,4 тона лансиран 2011. године

### 2013
- Чанг 3 (енгл. Chang'e 3; упрош: 嫦娥三号; трад: 嫦娥三號; пин: Cháng'é sān hào): лунарни модул и лунарни ровер лансиран децембра 2013. године
- Шенџоу 10 (енгл. Shenzhou 10; упрош: 神舟十号; трад: 神舟十號; пин: Shénzhōu shí hào): друга мисија са људском посадом као наставак за Тјенгчунг-1

## Тајконаути
Десет Кинеза је путовало у свемир (ажурирано: 2013.):
- Ђинг Хајпенг
- Љу Боминг
- Љу Ванг
- Љу Јанг
- Јанг Ливеј
- Џај Џиганг

- Ванг Јапинг
- Џанг Сјаогуанг

## Администрације
Тренутни директор CNSA је Сју Даџе, именован децембра 2013. Ву Јенхуа је његов заменик, а Тјен Јулунг генерални секретар.
Историјат врха администрације:
- април 1993: Љу Ђијуен
- април 1998: Луан Енђе
- 2004: Суен Лаијен
- јул 2010: Чен Ћуфа[11]
- март 2013: Ма Сингжуеј[12]
- децембар 2013: Сју Даџе[10]

## Одељења
има четири одељења под својом управом:
- Одељење за генерално планирање (енгл. Department of General Planning; упрош: 综合计划司; трад: 綜合計劃司; пин: Zònghé jìhuà sī)
- Одељење за системски инжењеринг (енгл. Department of System Engineering; кин: 系统工程司; пин: Xìtǒng gōngchéng sī)
- Одељење за научну, технолошку и квалитативну контролу (енгл. Department of Science, Technology and Quality Control; упрош: 科技与质量司; трад: 科技與質量司; пин: Kējì yǔ zhìliàng sī)
- Одељење за спољне послове (енгл. Department of Foreign Affairs; кин: 外事司; пин: Wàishì sī)

## Лого
Лого CNSA има сличан дизајн као и лого CASC. Стрелица у средини је слична кинеском карактеру 人 који означава ’човека’ или ’људе’, чиме се жели рећи да су људи центар свих свемирских истраживања. Три концентричне елипсе симболизују три типа космичких брзина (минимална брзина потребна да објекат доспе у орбиту неке планете, изађе из гравитационог поља неке планете односно изађе из Сунчевог система у којем се планета налази), чија су откривања била својеврсне прекретнице у истраживању свемира. Други прстен је исцртан подебљаном линијом, да се назначи да је Кина прошла прву фазу истраживања (Земљин систем) и да је у току друге фазе истраживања (Сунечв систем). Кинески карактер 人 стоји изнад три прстена како би се нагласила људска способност напуштања система и истраживања околине (простора). Маслинова гранчица се налазе на логу да би се истакло како се кинеско истраживање свемира спроводи у миру односно да је по својој природи ненасилно.